# Monk in France
Monk in France è un album dal vivo del pianista e compositore statunitense Thelonious Monk, pubblicato nel 1961.

## Tracce
Tutte le tracce sono state composte da Thelonious Monk, eccetto dove indicato.

Side 1
1. Well You Needn't – 11:30
2. Off Minor – 11:41
3. Just A Gigolo (Irving Caesar, Leonello Casucci, Julius Brammer) – 1:42

Side 2
1. I Mean You (Monk, Coleman Hawkins) – 11:02
2. Hackensack – 9:46
3. I'm Getting Sentimental Over You (Ned Washington, George Bassman) – 8:30

## Formazione
- Thelonious Monk – piano
- Charlie Rouse – sassofono tenore
- John Ore – basso
- Frankie Dunlop – batteria